# Corus leonensis
Corus leonensis là một loài bọ cánh cứng trong họ Cerambycidae.